# Spit
Spit (рус. Плевок) — дебютный студийный альбом канадской метал группы Kittie, выпущенный 11 января 2000 года на звукозаписывающем лейбле Artemis Records. Продюсером альбома выступил канадский аудиоинженер и продюсер Гарт «GGGarth» Ричардсон. Альбом был записан на протяжении всего лета 1999 года в городе Лондон, что в провинции Онтарио (Канада) в студии звукозаписи EMAC Studios. С альбома было выпущено два сингла: «Brackish» и «Charlotte»; на обе песни были сняты видеоклипы. 12 декабря 2000 года был выпущен EP «Paperdoll», куда вошли ремикс на одноимённую песню, а также концертные версии таких песен, как: «Spit», «Brackish», «Raven», «Do You Think I’m a Whore» (в трек-листе обозначено как «Do You Think…») и «Suck». После выпуска альбома группа отправилась в совместный тур с группой Slipknot и выпустила видео концерта под названием Spit in Your Eye.
Альбом не имел большого успеха в чартах, но это не помешало группе получить золотой статус от RIAA в США 17 октября 2000 года. Было продано свыше 600,000 копий альбома в США и 400,000 копий в Канаде, что делает этот альбом самым продаваемым в дискографии Kittie. Перед своим выпуском, альбом всячески поддерживали журнал Spit, а также разные радиошоу на разных демонстрациях. В американском чарте Billboard 200 альбом был помещён на 79 место 15 апреля 2000 года и продержался там 37 недель. В музыкальном хит-параде Top Heatseekers альбом попал на 1 место 19 февраля 2000 года, а на Independent Albums альбом был помещён на 2 место 29 апреля 2000 года. Синглы «Brackish» и «Charlotte» стартовали в UK Singles Chart под номерами 46 и 60 соответственно (25 марта 2000 года первый сингл, 22 июля 2000 года второй сингл).

## Предыстория и запись альбома
Группа Kittie была основана в 1996 году, когда барабанщица Мерседес Ландер и гитаристка Фэллон Боуман познакомились на уроке физкультуры. Сестра Мерседес, Морган, вступила в группу в качестве вокалистки и второго гитариста, после того, как спустилась к ним в подвал и застряла с Мерседес и Фэллон на несколько недель. Вскоре девушки познакомились и подружились с Таней Кэндлер, которая также вступила в группу как бас-гитаристка, тем самым укомплектовав состав Kittie. Название для группы участницы придумали чтобы «вызвать противоречие»; Морган говорила: 

Обычно женщины воспринимаются как милые, хрупкие и женственные, как имя Китти (англ. Kittie). Возникает противоречие, когда слушатель слышит, о чём на самом деле наша музыка: о женщинах, играющих метал.
 После записи демо группа начала давать небольшие живые выступления в 1998 году. Kittie выступали в таких заведениях, как «Call the Office» и «The Embassy», а также были подписаны на журнал «Canadian Music Week» в 1999 году. Вскоре группа обратилась к Джейку Вайнеру — второй владелец звукозаписывающей студии NG Records; когда он увидел группу выступающую живьём, то подписал с ними контракт от лица NG Records летом 1999 года. Тогда студию приобрел независимый нью-йоркский лейбл Artemis Records в конце 1999 года, в это же время канадский продюсер Гарт Ричардсон получил демо от группы. Гарт записал и спродюсировал альбом Spit. Альбом был записан летом 1999 года в городе Лондон, в провинции Онтарио (Канада) в студии звукозаписи EMAC Studios. Мерседес Ландер позже говорила, что альбом был полностью записан за 9 дней.
По словам Морган Ландер все песни с альбома были написаны, когда участницам было «где-то 14 лет». Также она заявляла, что группа вдохновлялась такими группами, как Nirvana, Alice in Chains и Silverchair. В своём интервью журналу Metal Maidens в 1999 году все члены группы говорили о влиянии на них следующих групп: Nile, Today Is a Day, Placebo, Far, Weezer, Orgy, Fear Factory, Hole, Tura Satana, Human Waste Project, Babes in Toyland, The Misfits, Blondie и Nasum. Группа сочиняла музыку в первую очередь как «фон» для вокала Морган. Во времена Spit о группе говорили, как «Бритни Спирс встречает группу Slayer», но несмотря на это, в течение этого времени, группа была известна как «анти-Бритни». Вот что заявляла Морган Ландер по этому поводу: 

Мы не поём «Hit me baby, one more time»! — мы слишком взрослые для этого.

## Музыка и лирика

### Музыка
Альбом Spit выражен в жанрах ню-метал и альтернативный метал с элементами хэви-метала, спид-метала, грув-метала, альтернативного рока, дэт-метала, техно и хип-хопа. По словам журнала Exclaim! альбом Spit звучит, «как Pantera в эпоху 1991 года и би-сайды Sepultura более дублированный, время от времени напоминающий на техно 1995 года в несколько современной степени». Альбом включает в себя тяжёлые риффы, речитатив, скриминг и чистый вокал. Согласно рецензии Роксаны Блэнфорд из AllMusic, альбом звучит «более мясистее и тяжелее, по сравнению с современниками Korn и Limp Bizkit». По словам Майкла Теддера из The Pitch: «Spit вторит таким группам, как Helmet своей точностью, Slayer своей мощью (с некоторыми песнями, касающимися изображения тела и вопросов самооценки), Nirvana своему исповедальному написанию текстов». Писатель Томми Удо сравнил звучание и подход к хэви-металу с такими группами, как Pantera и Machine Head.

### Лирика
Большая часть текстов песен затронула такие темы, как «ненависть, невежество и сексизм»; AllMusic отметил феминистскую лирику альбома. По словам Джорджа Лэнга из The Oklahoman, «тексты Kittie полны слюны и яда, направленных на опрятных болельщиц, богатых детишек, грубоватых парней и женщин, которые торгуют своей сексуальностью». Песня «Raven», по словам Sun-Sentinel, «была вдохновлена смертельной угрозой от мужской группы, против которой „Kittie“ соревновались в конкурсе талантов в Онтарио». Композиция «Jonny», как сообщается, является реакцией на мужское доминирование среди женского населения, а «Paperdoll», по словам воаклистки Морган Ландер, — это деградация женщин как объектов. Фэллон Боуман сказала, что песня «Choke» — это «о том, что кто-то говорит вам, что он вас очень любит, возвышая вас на пьедестал, тем самым заставляя вас чувствовать себя великолепно, но при этом они, отворачиваясь, говорят: „пошёл ты“». По словам Морган Ландер, «Do You Think I’m a Whore» — это о том, «как нельзя судить книгу по её обложке», а такое название песни было дано «в основном, чтобы доказать людям, что они имеют свойство ошибаться». «Charlotte» была вдохновлена серийным убийцей из книги «Обряды погребения» Тома Джекмана и Троя Коула. Песня «Brackish» — «это комментарий подруге группы и отношениям, в которых она была в то время». В интервью Bleeding Metal Мерседес Ландер и Фэллон Боуман сказали, что название песни «Get Off (You Can Eat a Dick)» произошло из-за инцидента на школьном шоу талантов, когда, сыграв одну песню, одному из учителей не понравилось то, что они сыграли, и он сказал им «проваливайте отсюда» (англ. get off).
Мерседес Ландер объяснила смысл заглавного трека альбома следующими словами: «люди ожидают, что мы покажем себя отстойной группой, однако когда мы выходим на сцену, мы просто устраняем всех наших конкурентов». Песня «Spit» была вдохновлена отношением местных групп к Kittie. По словам Морган Ландер, Spit — это «мрачный альбом, но всё же он о повседневной жизни, которая не всегда бывает такой уж и прекрасной». По словам бас-гитаристки Талены Атфилд, песни альбома навеяны «жизненным опытом, по большей степени. Притеснении, люди плохо обращались к нам, унижали, потому что ты не такой, как все и тебе тяжело из-за того, кто ты есть», — сказала она, основываясь на своём личном опыте в школьные годы. Альбом Spit стал спорным из-за его названий песен, которые заставили многих людей думать, что они посвящены теме секса. Однако в интервью NY Rock Талена Атфилд сказала, что ни в одной песне с альбома не поётся о сексе как таковом.

## Продвижение и гастроли
До того, как Spit был выпущен, Kittie показали в репортаже на MTV News 1515. В 1999 году Kittie выпустили сингл «Brackish» с грядущего альбома. 31 мая 2000 года Kittie дали интервью и позже выступила на ток-шоу Later. После релиза Spit группа начала гастролировать со Slipknot и после выпустила домашнее видео Spit in Your Eye. Они начали своё первое американское турне 27 апреля 2000 года и играли на одной сцене с такими группами, как Chevelle, Shuvel и The Step Kings. Затем Kittie гастролировали по Европе с Suicidal Tendencies и выступили на Ozzfest. Они также планировали гастролировать с Pantera, но тур провалился, когда вокалист Pantera Фил Ансельмо упал и сломал два ребра. После того, как тур c Pantera провалился, Kittie создали тур хедлайнеров, а также выступили на фестивале SnoCore в 2001 году. В 2000 году Kittie выпустила песню «Charlotte» в качестве сингла с альбома Spit. 12 декабря 2000 года Kittie выпустила мини-альбом под названием Paperdoll, в котором есть ремикс-версия на одноимённую песню. Клип на песню «Brackish» был показан на MTV и ротировался на радио WAAF. «Charlotte» «постоянно крутилась» на MTV, будучи одним из самых популярных музыкальных клипов на данном канале в июле 2000 года.

## Список композиций
Слова и музыка всех песен — Морган Ландер, Мерседес Ландер и Фэллон Боуман.
| №                   | Название                                                                 | Длительность |
| ------------------- | ------------------------------------------------------------------------ | ------------ |
| 1.                  | «Spit»                                                                   | 2:20         |
| 2.                  | «Charlotte»                                                              | 3:56         |
| 3.                  | «Suck»                                                                   | 3:31         |
| 4.                  | «Do You Think I'm a Whore» (В трек-листе обозначено как «Do You Think…») | 3:00         |
| 5.                  | «Brackish»                                                               | 3:06         |
| 6.                  | «Jonny»                                                                  | 2:24         |
| 7.                  | «Trippin'»                                                               | 2:21         |
| 8.                  | «Raven»                                                                  | 3:25         |
| 9.                  | «Get Off (You Can Eat a Dick)»                                           | 2:52         |
| 10.                 | «Choke»                                                                  | 4:05         |
| 11.                 | «Paperdoll»                                                              | 3:22         |
| 12.                 | «Immortal»                                                               | 2:49         |
| Общая длительность: | Общая длительность:                                                      | 37:23        |

## Участники записи
| Kittie - Морган Ландер — вокал, ритм-гитара - Фаллон Боуман — бэк-вокал, соло-гитара - Таня Кэндлер — бэк-вокал, бас-гитара - Мерседес Ландер — барабаны Приглашённые музыканты - DJ Dave — лупы и биты («Brackish») | Производственный персонал - Гарт «GGGarth» Ричардсон — продюсер, аудиоинженер - Роб Нэйшн — аудиоинженер - Крис Шоу — микширование - Мэтт Кьяравалле — монтаж («Brackish»), продюсер и микширование («Paperdoll») - Эндрю Гримо — ассистент продюсера - Бен Каплан — ассистент продюсера - Хоуи Вайнберг — мастеринг - Ларри Бусака — фотограф - Майкл МакЛауглин — фотограф - Ники Гуилфоил — живая съёмка - Брэнди Стефен — художник - Kitten — арт-директор |

## Чарты
| Чарт (2000)        | Позиция в чарте |
| ------------------ | --------------- |
| Top Heatseekers    | 1               |
| Billboard 200      | 79              |
| Independent Albums | 2               |

| Чарт (2000)        | Позиция в чарте |
| ------------------ | --------------- |
| Billboard 200      | 191             |
| Independent Albums | 5               |

## Сертификации
| Регион | Сертификация | Продажи |
| --- | ------------ | ------- |
| США (RIAA) | Золотой      | 600,000 |
| * Данные о продажах приведены только на основе сертификации. ^ Данные о тиражах приведены только на основе сертификации. |              |         |